# 電籬笆

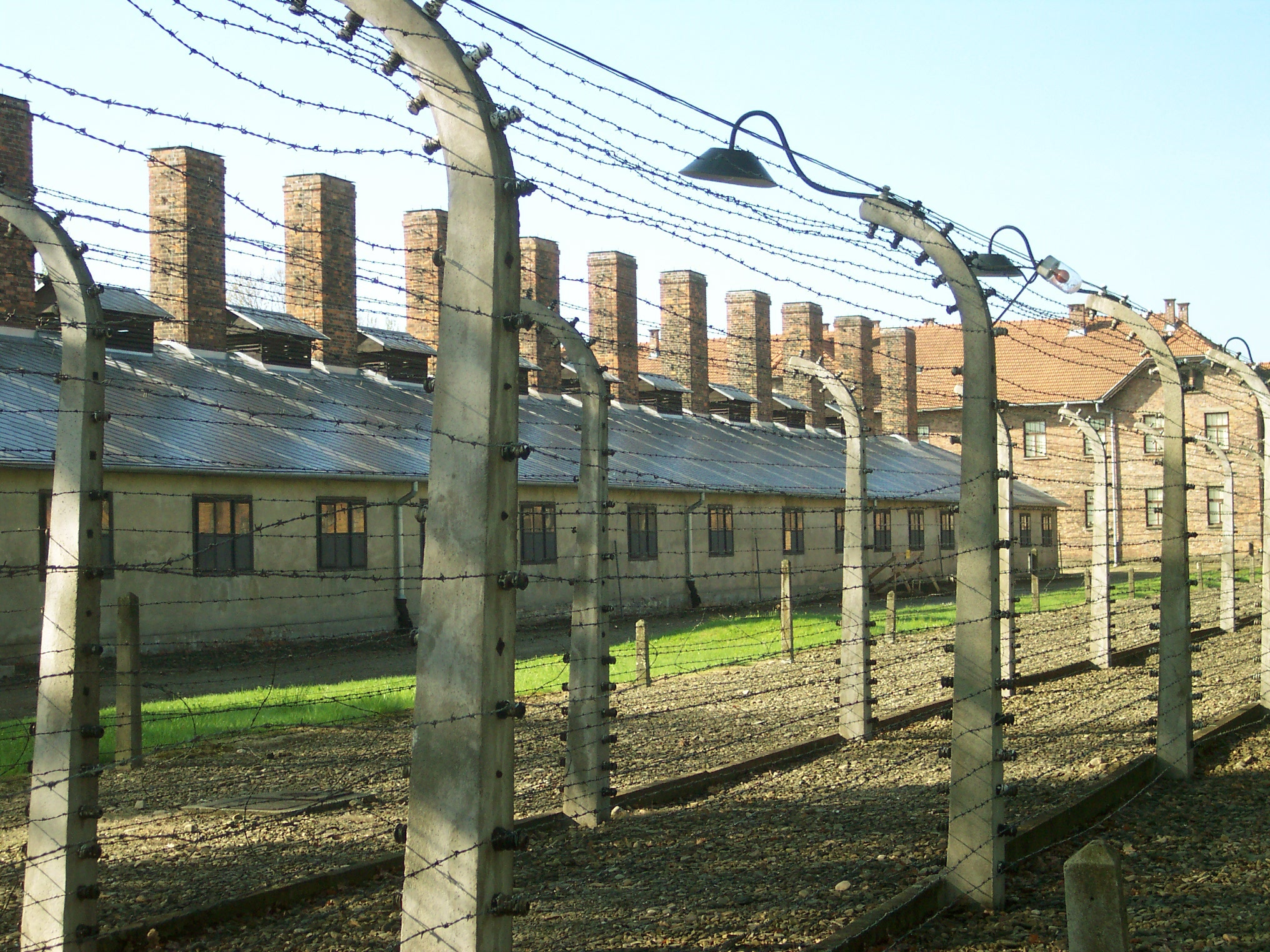
納粹集中營的電籬笆

電籬笆，即通了電的籬笆，以電擊阻止人或動物越過特定的範圍。其電壓可以由不適到致命的程度，視乎希望達到的目的。大部分電籬笆都在農場或其他動物管理中使用，亦有用於守衛森嚴的地方，如軍事設施和監獄。

## 外部連結
- Wildlife control at Canadian Airports （页面存档备份，存于）
- Controlling geese （页面存档备份，存于）
- Uses in Montana
- Use in prisons